# Погорєлово (Калінінський район)
Погорєлово (рос. Погорелово) — присілок в Калінінському районі Тверської області Російської Федерації.
Населення становить 22 особи. Входить до складу муніципального утворення Тургиновське сільське поселення.

## Історія
Від 2005 року входить до складу муніципального утворення Тургиновське сільське поселення.

## Населення
| 2008 | 2010 |
| ---- | ---- |
| 41   | ↘22  |